# 弗拉基米尔·季莫费耶维奇·梅德韦杰夫
弗拉基米尔·季莫费耶维奇·梅德韦杰夫（俄语：Владимир Тимофеевич Медведев；1937年8月22日—），苏联克格勃将军和保镖，曾负责列昂尼德·伊里奇·勃列日涅夫和米哈伊尔·谢尔盖耶维奇·戈尔巴乔夫在内的苏联领导人的人身安全。